# Geoffroy d'Ablis
Geoffroy d'Ablis, né à Ablis, mort entre 1316 et 1319 à Lyon, est un religieux dominicain, inquisiteur à Carcassonne, adversaire des cathares.

## Biographie
Geoffroy d'Ablis entre dans l'ordre dominicain au couvent de Chartres. Il devient inquisiteur général de Carcassonne vers 1300, succédant à Nicolas d'Abbeville.
Son action à Carcassonne est contrecarrée par le franciscain Bernard Délicieux. Geoffroy d'Ablis siège dans plusieurs procès de cathares menée par Bernard Gui, grand inquisiteur de Toulouse.
Après la mort du pape Benoît XI, Geoffroy d'Ablis est chargé d'étudier les miracles qu'on lui attribue et établit un rapport d'enquête envoyé le 10 juillet 1304 à la curie romaine.
Geoffroy d'Ablis meurt à Lyon entre 1316 et 1319. Il est inhumé au couvent dominicain de Lyon.

## Œuvre
- (la) Commentaria in IV libros Sententiarum[2].